# Tonacatepeque
Tonacatepeque – miasto w środkowym Salwadorze, w departamencie San Salvador, położone kilkanaście kilometrów na północny wschód od stolicy kraju San Salvadoru. Ludność (2007): 78,2 tys. (miasto), 90,9 tys. (gmina).
Miasto zostało poważnie zniszczone przez huragan Mitch w 1998 i trzęsienie ziemi w 2001.